# Rectenna

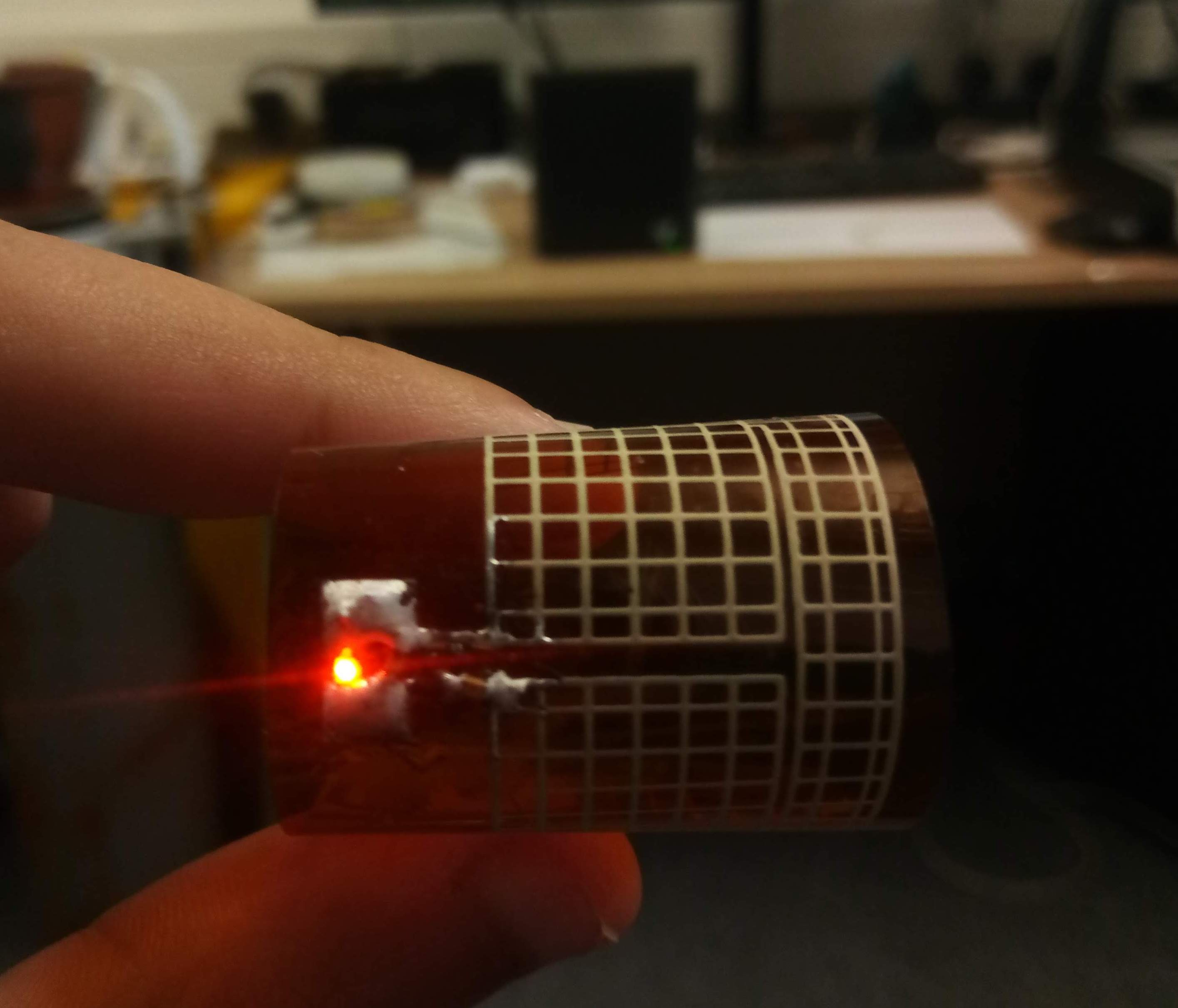
Una rectenna impresa flexible que recoge señales de 915 MHz de una fuente Powercast (visible a fondo) y genera una salida de más de 1,8 V CC.

Una rectenna o rectena, palabra compuesta de rectifying antenna (en español, antena rectificadora), es un tipo especial de antena que se usa para convertir directamente microondas en corriente continua. Está compuesto normalmente por un vector multifase con un elemento reflector según una muestra mesh para hacerlo direccional.

## Composición y propiedades
Una rectenna simple puede construirse a partir de un diodo Schottky situado entre los dipolos de la antena. El diodo rectifica la corriente inducida en la antena por las microondas. Los diodos schottky se usan porque cuentan con la menor pérdida de voltaje y a la vez la mayor velocidad. Por ello, son los de menor pérdida de energía durante la conducción y conexión.
Las rectennas son altamente eficientes a la hora de convertir microondas en electricidad. En ensayos de laboratorio se vienen consiguiendo eficiencias de en torno al 90%. También se han realizado ensayos con rectennas inversas, que convierten electricidad en microondas, pero sus eficiencias son mucho menores rondando el 1%.
Gracias a su alta eficiencia y un precio relativamente bajo, las rectennas figuran como candidatas en la mayoría de propuestas que involucran la transmisión de energía por medio de microondas, como puede ser la energía solar espacial.

## Rectennas en frecuencias de radio
El receptor de radio de cristal más simple, basado en una antena de radio y un diodo desmodulador (rectificador), es, de hecho, una rectenna – aunque deseche la componente de corriente continua antes de enviar la señal a los auriculares. La gente que reside cerca de transmisores de radio potentes pueden llegar a observar que con una antena larga receptora podrían adquirir la suficiente energía como para encender una bombilla, si bien esta práctica está prohibida por considerarse robo de energía.[cita requerida]
Rectennas en la frecuencia de radio se usan para diferentes tipos de transmisión inalámbrica de energía.

## Rectennas ópticas
Se baraja la posibilidad de que dispositivos similares al nivel de la  nanotecnología podrían usarse para convertir luz en electricidad con eficiencias mucho mayores que las de las actuales células solares. A este tipo de dispositivo se le conoce como rectenna óptica.  Teóricamente, a medida que el dispositivo se reduce se pueden obtener eficiencias importantes, pero los experimentos realizados por el National Renewable Energy Laboratory de los Estados Unidos solo han obtenido de momento eficiencias en torno al 1% con el uso de luz infrarroja.